# Vaccinium leptanthum
Vaccinium leptanthum är en ljungväxtart som beskrevs av Friedrich Anton Wilhelm Miquel. Vaccinium leptanthum ingår i Blåbärssläktet, och familjen ljungväxter.

## Underarter
Arten delas in i följande underarter:
- V. l. ellipticum
- V. l. malayanum